# Parco archeologico di Seleni
Il parco archeologico di Seleni è un'area acheologica situata nel comune di Lanusei, in Ogliastra. Nell'area ci sono diversi siti archeologici nuragici e un parco tematico a carattere storico-archeologico: Nur Archeopark.

## Il luogo
Il parco archeologico di Seleni si trova a 978 metri di altitudine, a sei chilometri da Lanusei, a 25 km dalla costa e non lontano dal massiccio del Gennargentu.

## Villaggio nuragico di Gennaccili
Il villaggio nuragico di Gennaccili si trova a 400 metri a sud-est della Tomba dei Giganti II. Si estende attorno ai resti dell'omonimo nuraghe Gennaccili  e comprende approssimativamente duecento capanne, la maggior parte delle quali si trova sul versante orientale. L'area vasta del villaggio comprende anche tre pozzi sacri  che però risultano ampiamente compromessi e non visitabili. Il nuraghe e le capanne che lo circondano sono stati in parte restaurati in diverse campagne di scavo e restauro. Durante le ricerche, nel corso degli anni, sono stati rinvenuti numerosi resti risalenti all'età del Ferro e del bronzo medio.

## Tomba dei Giganti I
La Tomba dei Giganti I risale all'età del bronzo medio (da 1400-1300 a.C. circa) ed è del tipo ortostatico con corridoio dolmenico. 

## Tomba dei Giganti II
La Tomba dei Giganti II è più recente di circa un secolo rispetto alla prima ed è costruita con la tecnica a filari, architettura che le conferisce dimensioni molto maggiori rispetto alla sepoltura più antica. Nei pressi del monumento si trovano tre conci troncopiramidali con tre coppelle ciascuno  (due integri e uno frammentato) e tre betili, uno dei quali di grandi dimensioni: tutti elementi votivi legati al culto degli antenati.

## Nur Archeopark: il primo parco tematico storico-archeologico in Sardegna
Nel 2023, nell'area del bosco Seleni in cui si trova il parco archeologico, è stato inaugurato il parco tematico Nur Archeopark, un compendio di storia della Sardegna che parte da 21 milioni di anni fa per arrivare alla fine dell'età nuragica. Il parco include riproduzioni a grandezza reale di capanne del Neolitico e dell'età del Ferro, di animali preistorici, dei giganti di Mont'e Prama, di una tomba in grotta del 1800 a. C. e di un relitto risalente alla fine del XIV secolo a. C.